# Kamyschowaja-Bucht
Die Kamyschowaja-Bucht (russisch Камышовая бухта, transkribiert Kamyschowaja buchta, übersetzt Reet- oder Schilfbucht) ist eine mit dem Schwarzen Meer verbundene Meeresbucht nahe an der äußersten Südwestspitze der Krim südlich von Sewastopol.

## Lage
Der Meerbusen ist etwa 2,8 Kilometer lang und bis zu einem Kilometer breit. Zusammen mit der westlich gelegenen Kasatschja-Bucht (übersetzt Kosakenbucht)  und der Soljonaja-Bucht (übersetzt Salzige Bucht) bildet er die Dwoinaja-Bucht. Diese ist zusammengenommen nach der Bucht von Sewastopol die größte der insgesamt 38 Buchten der Krimmetropole, die im Russischen unter der Bezeichnung „Севастопольские бухты“ (Sewastopolskije buchty) zusammengefasst sind. Verwaltungstechnisch gehört das Gebiet zum Rajon Gagarin, dem Stadtrajon Sewastopols.

## Namen
Der Name der Bucht stammt vom Schilfrohr, das hier früher in Massen wuchs. Heute werden die Pflanzen nur noch im Uferbereich der benachbarten Salzigen Bucht gefunden. Die Dwoinaja-Bucht ist auch bekannt unter dem früheren russischen Namen Troinaja buchta (übersetzt Dreifache Bucht) bekannt. Weil aber mittlerweile die Salzige Bucht als Teil der Kosakenbucht angesehen wird, änderte sich folgerichtig der Namen in Zweifache Bucht, wie die eingedeutschte Bedeutung lautet. Im Englischen kann man daher auch die Verdolmetschung „Triple-Double Bay“ finden; der französische Namen wird im Absatz 19. Jahrhundert erklärt.

## Geschichte
Die Bucht bietet einen natürlichen Hafen und hat eine lange Geschichte. Schon im sechsten Jahrhundert vor Christus wurde sie von griechischen Seeleuten genutzt, welche die antike Stadt Chersones (Herakleia) gründeten. Die ersten schriftlichen Zeugnisse gehen auf den griechischen Geschichtsschreiber und Geografen Strabon zurück, der von den drei Häfen der Stadt berichtete (Strabon VII 308).

### 19. Jahrhundert
Im Krimkrieg wurde die Bucht in den Jahren 1854 und 1855 während der Belagerung Sewastopols als Hafenplatz für die französische Flotte benutzt. Die Franzosen legten einen ersten befestigten Hafen an, der mit einem Militärlager und ausgedehnten Befestigungsanlagen geschützt wurde. Bucht und Lager trugen ins Französische übertragenen Namen Baie und Ville de Kamiesch, wie aus der nebenstehenden Karte des französischen Generals Adolphe Niel hervorgeht.

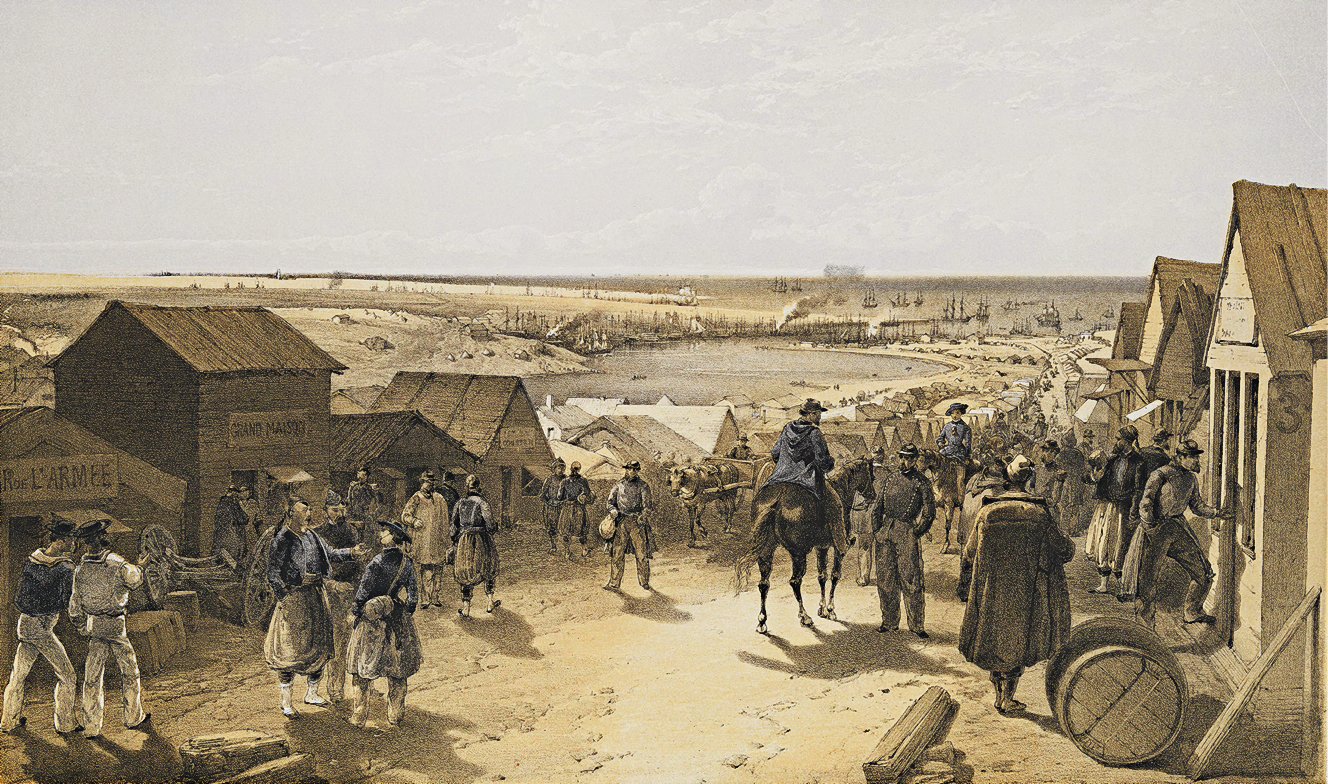
Blick auf das französische Militärlager 1856

Am 14. November 1854 war die Bucht Schauplatz einer verheerenden Katastrophe. Ein riesiges Orkantief war von Spanien kommend, quer über ganz Europa, weiter bis zum Schwarzen Meer gezogen. Nun traf es die vor Anker liegende französische Flotte völlig unvorbereitet, da es noch nicht möglich war, das Unwetter für die Krim rechtzeitig vorherzusagen. Bei dem Sturm gingen zahlreiche  Schiffe unter oder zerschellten an Klippen. An den Mündungen der Flüsse Katscha und Belbek gingen fünf englische und zwei osmanische Kriegsschiffe unter, in Balaklawa nicht weniger als elf, bei Jewpatorija verloren die Franzosen das Linienschiff „Henry IV“.
Doch nicht nur bei der Marine gab es enorme Schäden. Das französische Lager war fast völlig zerstört. Die leichten Zelte waren zuerst eingestürzt, Heringe herausgerissen und Zeltstangen zerbrochen. Die fester gebauten Gebäude, wie etwa die Krankenbaracken waren ebenfalls stark beschädigt, ihre Bewohner schutzlos Wind und Regen ausgesetzt. Die russische Armee war von dem Unglück nur insofern weniger betroffen, da sie bereits zu Beginn der Belagerung ihre Schiffe im Hafen von Sewastopol zu Verteidigungszwecken versenkt hatte.
Als Reaktion auf das Debakel beauftragte die damalige französische Regierung unter Napoleon III. den Astronomen und Direktor des Pariser Observatoriums, Urbain Le Verrier, das Unwetter nachträglich zu untersuchen. Aufgrund seines Gutachtens wurde der französische Wetterdienst gegründet. Seit dem 11. September 1863 gibt Frankreich tägliche Wetterberichte für zunächst West-, Süd- und später das gesamte Europa heraus.

### 20. Jahrhundert
In der Sowjetzeit wurde die Bucht als wichtigster eisfreier Fischereihafen ausgebaut und galt als die Wiege der Fischereiflotte der UdSSR. Zum offenen Meer hin wird die Hafenanlage im Osten und Westen durch Piers mit Wellenbrechern geschützt. Nach dem Ende der Sowjetunion wurde der Hafen privatisiert und ist seit August 1992 offen für den internationalen Güterverkehr. Die Länge der Liegeplätze beläuft sich auf 1771 Meter; die Tiefe an den Anlegeplätzen beträgt 50 bis 65 Meter. Neben dem Angebot einer Vielzahl von Dienstleistungen betreibt die Hafengesellschaft eine eigene Wasseraufbereitungsanlage zur Reinigung von Bilgen–, Ballast– und Abwasser.
Neben dem Hafen entstand hier im Laufe der Zeit eine ausgedehnte Industriezone. Sie ist Standort für das zwischen 1976 und 1986 gebaute Wärmekraftwerk mit einer Leistung von 255 Megawatt und das Tanklager „Yugtorsan“. Dieses ist mit einer Fläche von 13,5 Hektar und einem Fassungsvermögen von 135.000 Kubikmeter eines der größten Umschlag-Terminals für Erdölprodukte auf der Krim.

## Kamyschowaja-Bucht in der Kunst
Besonders das französische Militärlager Kamiesch fand Eingang in die Verarbeitung verschiedener Kunstrichtungen. Die ersten Kriegsberichte wurden durch Kriegsmaler wie William Simpson, Fotografen wie Roger Fenton und Journalisten, wie William Howard Russell erstellt. Neben Malerei, Fotografie und Journalismus fand es auch literarische Beachtung. Bereits ab 1855 veröffentlichte Herrmann Goedsche unter dem Pseudonym Sir John Retcliffe seinen Romanzyklus „Sebastopol“. In vier Bänden, die im Untertitel als „Historisch-politischer Roman aus der Gegenwart“ bezeichnet werden, schildert er bis 1857 das Kriegsgeschehen in der Form eines Abenteuerromans.
1857 komponierte der erst 20-jährige Émile Waldteufel einen von patriotischen Gefühlen getragenen Militärmarsch. Er publizierte ihn mit der Opuszahl 5 unter dem Titel „Kamiesch - Grande marche militaire“. Widmungsträger ist erstaunlicherweise ein gewisser Baron de Vatry. Dieser war Capitain des 94e régiment d’infanterie, das in Kamiesch stationiert war. Seine Truppeneinheit wurde erst am 24. Oktober 1855 auf die Krim geschickt. Zu diesem Zeitpunkt war Sewastopol bereits gefallen und der Krieg zugunsten der Alliierten eigentlich entschieden. Dennoch musste die Stellung weiter gegen die Russen verteidigt werden. Die Soldaten hatten Frankreich in Sommerkleidung verlassen. Als bald nach der Landung in Kamiesch der Winter einbrach, erlitten viele Soldaten Erfrierungen. Durch diese schlechte Planung und das Auftreten von Ruhr und Typhus kam es zu außergewöhnlich hohen Verlusten in der französischen Armee.